# Peloponnes (periferi)
 Ikke at forveksle med Peloponnes.
Peloponnes (græsk: Πελοπόννησος, Peloponnesos) er en af tretten periferier i Grækenland. Periferien udgør en større del af halvøen Peloponnes og grænser til periferierne Vestgrækenland i nord og Attika i nordøst. Den har et areal på 15 490 km² og omtrent 539.535(2021) indbyggere.
Den er inddelt de  regionale enheder:
- Arkadien,
- Argolis,
- Korinth,
- Lakonien og
- Messenien.

Hovedstaden i Peloponnes er Tripoli.